# حصن شبيوط
حصن أو قلعة شبيوط يقع في مقاطعة جيان في إسبانيا بُني في القرن الثالث عشر. ذكر معجم البلدان للحموي حصن شبيوط وقال إنه من أعمال أُبدة.